# 啟天宮
啟天宮又名艋舺啟天宮、料舘天后宮、料舘媽祖廟，位於台灣台北市萬華區廣州街，為一所天后宮。今為台北市萬華區之傳統廟宇建築。該廟宇興建於清代同治年間，組織型態為管理委員會制。

## 沿革

### 起源

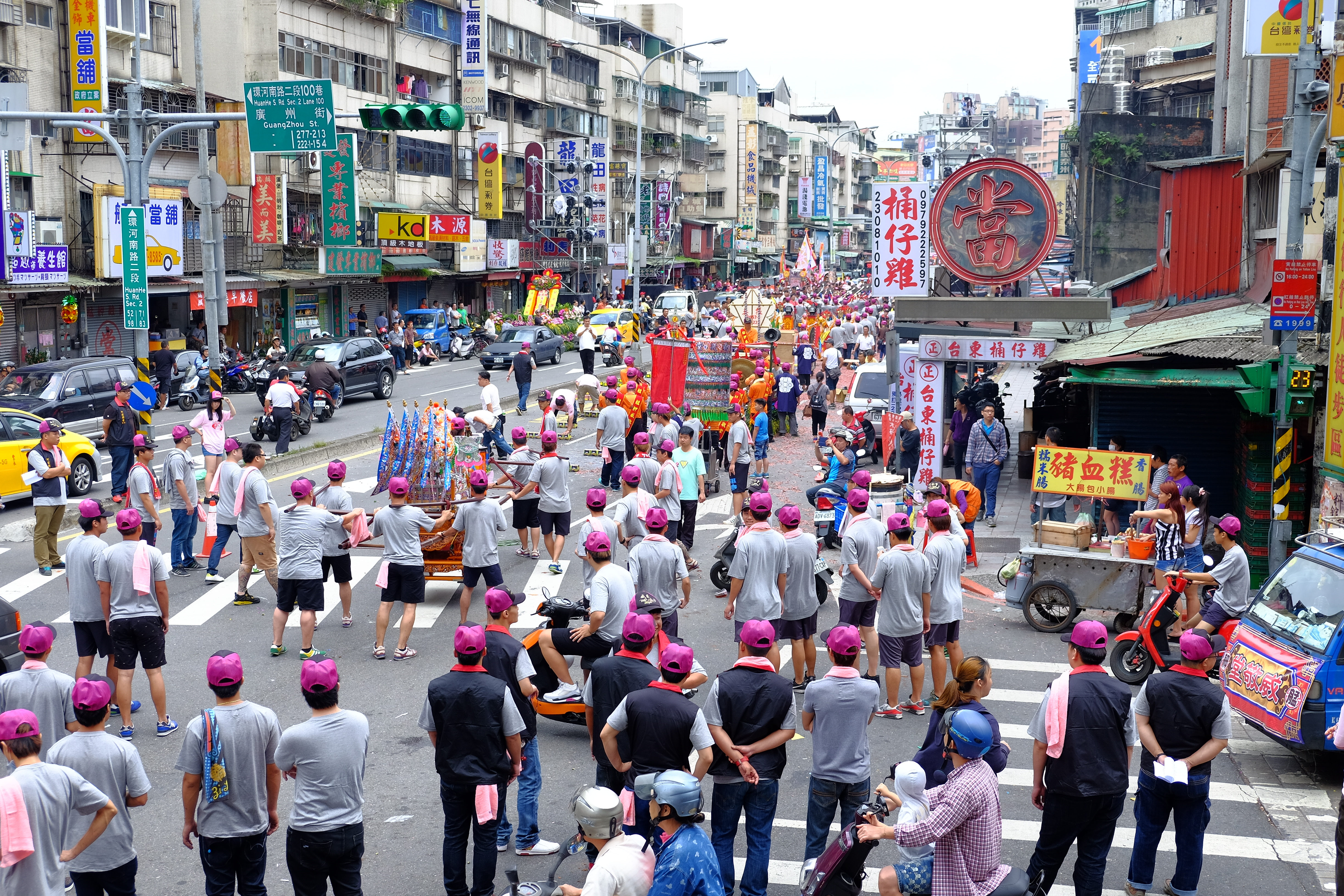
2015年艋舺啟天宮遶境。

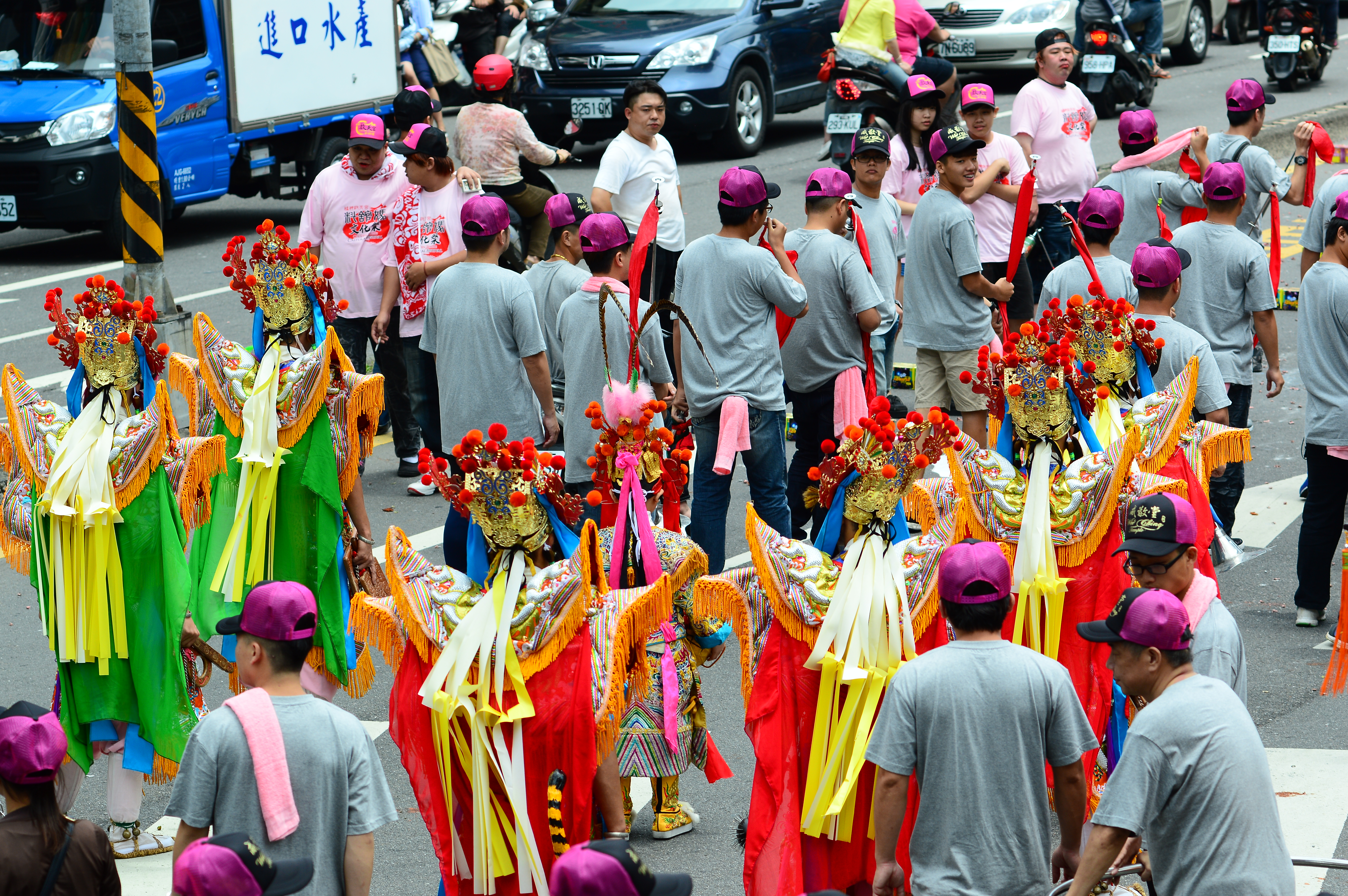
2015年艋舺啟天宮遶境。

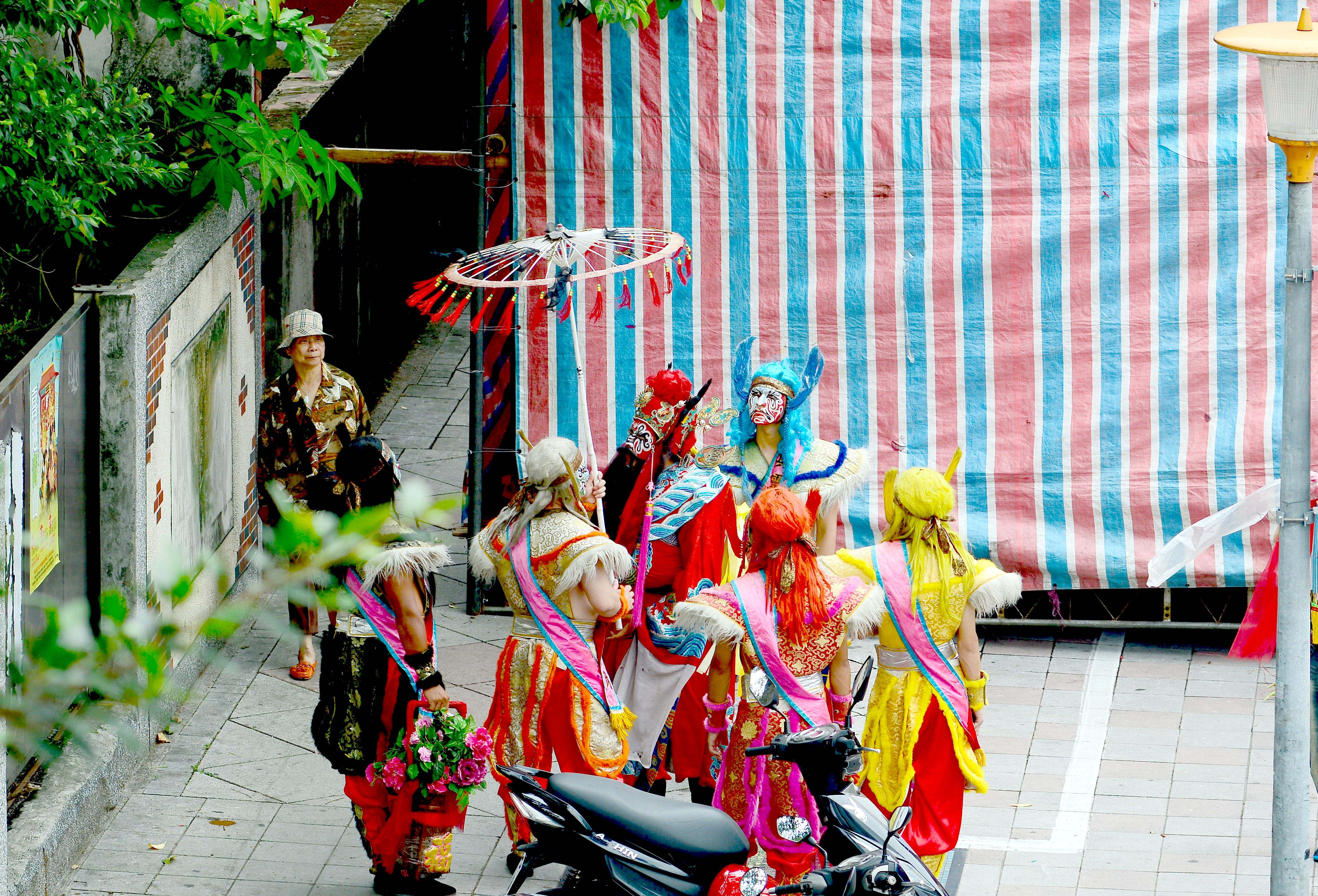
2015年艋舺啟天宮遶境。

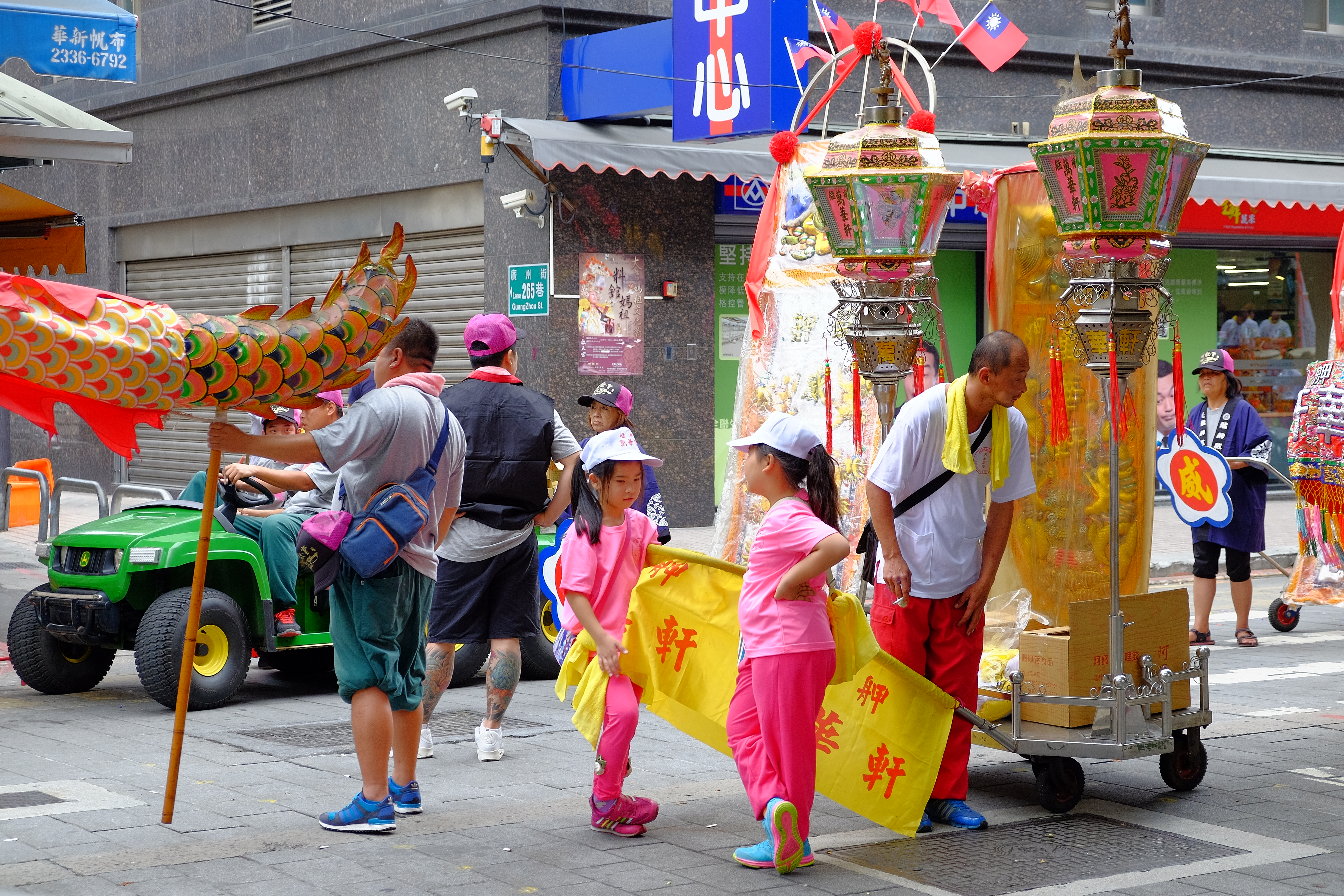
2015年艋舺啟天宮遶境。

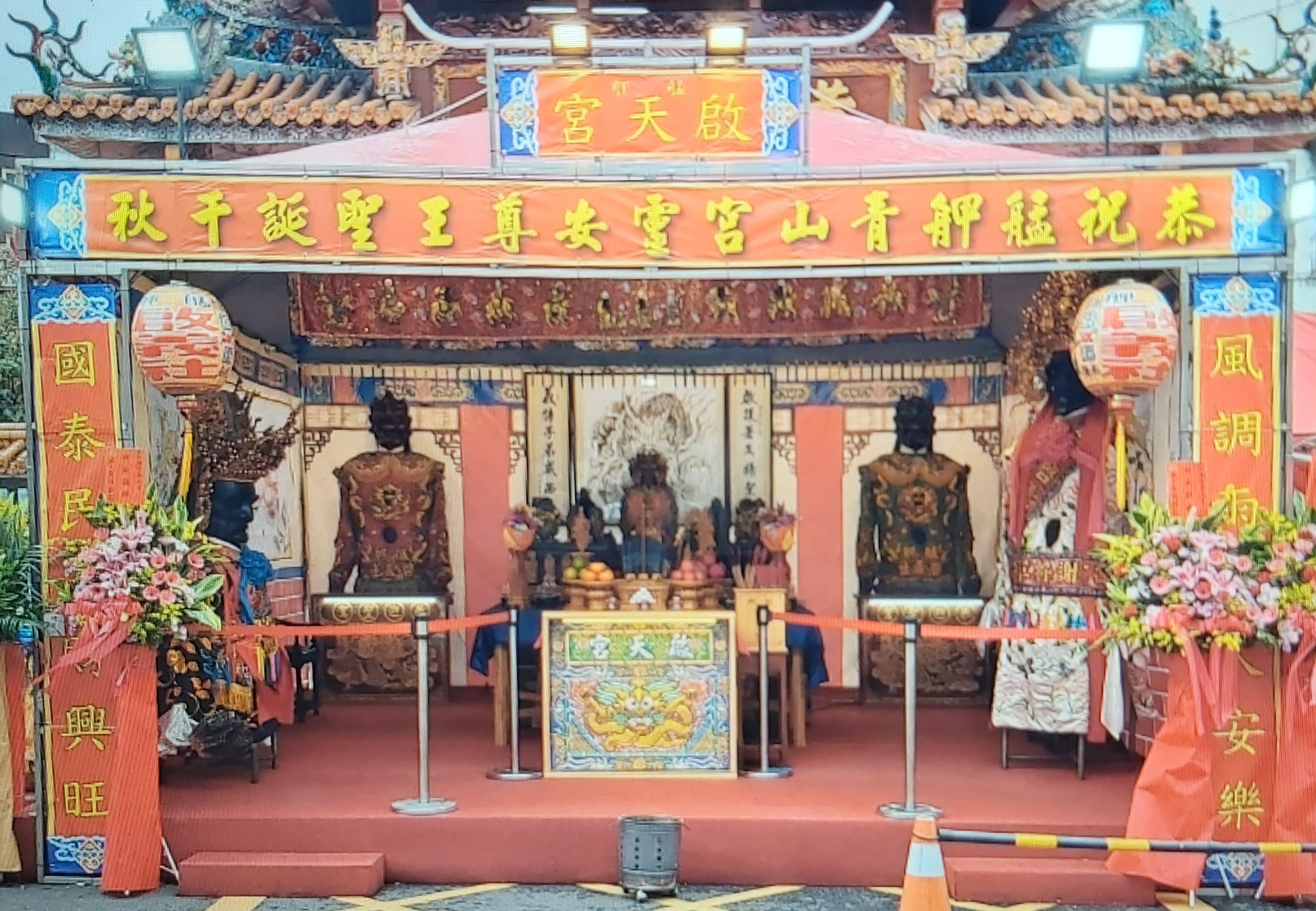
2023年12月，啟天宮於艋舺青山宮建廟168週年青山王祭典期間在艋舺江夏黃氏大宗祠前設置的接駕紅壇。

艋舺為清代北臺灣商業中心，自嘉慶十五年（西元1810年） 開始配置戰船保衛河海港口的安全，戰船需要進行例行性的維修，於道光五年（西元1825年）設立軍工船廠，而修船木料的取得，由清政府配置「軍工匠首」，奉命入山砍伐木材，料館口因為有這些木材加工廠，還有不遠處繁忙的大溪渡口（今貴陽街底）需要很多港口工人，因此這裡聚集了很多從事體力勞動的工人，他們奉祀池王爺、關帝君等武神。
依照1993年的《艋舺啟天宮沿革誌》，道光廿一年（1842年），有一艘載運杉木的紅色帆船到臺北艋舺的料館，卸貨之後，欲返回福建。誰知出發之後，船居然自動回航。當時經營木材行的黃姜生、黃萬鍾（昭錄）父子並迎回自家客廳供奉，該地就為今日的啟天宮。

### 立廟
1916年在士紳李根生等人的奔走下，由行宮改為正式大廟，名為啟天宮，又稱為料舘媽祖廟，一併奉祀池王爺、關帝君，傳聞亦有奉迎因改建為兒玉後藤博物館而拆除的臺北大天后宮媽祖的軟身神像入祀，為正殿媽祖。然而李建緯透過對於啟天宮鎮殿媽祖的工藝、雕材、入神物等各方面判斷，認為此尊媽祖應當是日治時期所雕刻的，不會是清代雕刻的臺北大天后宮媽祖神像。
- 廟門近景
- 艋舺啟天宮正殿天上聖母（料館媽祖）
- 正殿殿內陳設
- 龍邊關聖帝君
- 虎邊池府王爺
- 五營大將軍（右）與先賢祿位

## 外部連結
- 官方网站
- 啟天宮的Facebook專頁